# Sd. Kfz. 265
Als kleiner Panzerbefehlswagen (Sd. Kfz. 265) wird eine Serie verschiedener Bautypen eines gepanzerten Funk- und Führungsfahrzeugs auf Basis des deutschen Panzerkampfwagens I bezeichnet welches vor dem Zweiten Weltkrieg entwickelt und bis Ende 1937 gefertigt wurde.

## Entwicklung
Ausgehend von der Entwicklung des Landwirtschaftlichen Schleppers (Panzerkampfwagen I Ausf. A) und dessen Einführung suchte man nach einem Führungsfahrzeug für die aus Panzerkampfwagen bestehenden neuen schnellen Verbände. Zur Führung der Fahrzeuge sollte ein Fahrzeug mit Funkausrüstung entwickelt werden, das in der Lage war, unmittelbar hinter oder innerhalb des hochgradig beweglichen Kampfverbandes seine Aufgabe zu erfüllen. Es lag nahe, dieses Fahrzeug auf dem gleichen Fahrgestell zu montieren wie die Kampffahrzeuge. Damit sollte die gleiche Marschgeschwindigkeit erreicht werden und die Instandsetzungs-Einheiten sollten ohne viel Aufwand auch diese Fahrzeuge warten können.
Die Entwicklung des Zugführerwagens (Panzerkampfwagen III), der bereits als Befehlswagen geplant war, verzögerte sich jedoch und so wurde auf das Fahrgestell des Panzerkampfwagens I Ausführung A (2. Serie / La. S.) zurückgegriffen. Das entsprechend umgebaute Fahrzeug wurde als Leichter (Funk) Panzerwagen bekannt.
Bei den ersten Fahrzeugen wurde der Turm entfernt und durch einen eckigen, turmartigen Aufbau ersetzt. Es war Platz geschaffen für mehrere Funkgeräte, die je nach Rolle des einzelnen Fahrzeugs variieren konnten. Es wurde eine Kleinserie von sechs Fahrzeugen dieses Typs gebaut und erprobt.
Die Erprobung verlief vielversprechend, doch wurden die Fahrzeuge der Ausführung A zunehmend durch den neuen und verbesserten Pz. Kpfw. I Ausf. B ersetzt. Deshalb gab es weitere Entwürfe für ein Fahrzeug auf diesem Fahrgestell.
Auch dieses Fahrzeug hatte statt des MG-Turms einen starren rechteckigen Aufbau mit Funkgeräten, der jedoch über die gesamte Breite des Fahrzeuge reichte. Dieser achteckige Aufbau wurde dann mit Schraubverbindungen an der Wanne befestigt. Damit fand im Fahrzeug neben dem Fahrer und Kommandanten auch ein Funker Platz, der unmittelbar auf die Informationen des Kommandanten reagieren und per Funk umgehend Lagemeldungen an die Vorgesetzten im Divisionsstab melden konnte.

## Produktion
Im Jahr 1935 begann die Serienproduktion auf dem Fahrgestell der Ausführung B und dauerte bis zum Dezember 1937 an. Insgesamt wurden 184 kleine Panzerbefehlswagen I gebaut. Daran beteiligt waren Daimler-Benz (Fahrgestell und Endmontage), die Deutschen Edelstahlwerke AG in Hannover-Linden (Schweißnähte und Aufbauten), Krupp in Essen (Fahrgestelle) und Henschel in Kassel (Fahrgestelle).
Die Produktion fand in drei Serien statt.
- 1. Serie / kl.Pz.Bef.Wg. (25 Stück: Fahrgestellnummern: 9406–9430) – hergestellt von Krupp auf den Fahrgestellen der 4a. Serie / La. S. des Panzerkampfwagen I.
  - 2. Serie / kl.Pz.Bef.Wg. (30 Stück: Fahrgestellnummern: 10478–10497 / 10506–10512 / 10514–10518 / 10522) – hergestellt von Daimler-Benz auf den Fahrgestellen der 5a. Serie / La. S. des Panzerkampfwagen I.
  - 2. Serie / kl.Pz.Bef.Wg. (1 Stück: Fahrgestellnummer: 12521) – hergestellt von Henschel auf dem Fahrgestell der 5a. Serie / La. S. des Panzerkampfwagen I.
  - 2. Serie / kl.Pz.Bef.Wg. (16 Stück: Fahrgestellnummern: 14507–14510 / 14515–14517 / 14519–14520 / 14522–14528) – hergestellt von Krupp auf dem Fahrgestell der 5a. Serie / La. S. des Panzerkampfwagen I.
    - 3. Serie / kl.Pz.Bef.Wg. (44 Stück: Fahrgestellnummern: 15001–15044) – hergestellt von Daimler-Benz auf den Fahrgestellen der 7a. Serie / La. S. des Panzerkampfwagen I.
    - 3. Serie / kl.Pz.Bef.Wg. (68 Stück: Fahrgestellnummern: 15101–15168) – hergestellt von Henschel auf den Fahrgestellen der 7a. Serie / La. S. des Panzerkampfwagen I.[3]

## Technische Beschreibung
Der Motor beim kleinen Panzerbefehlswagen war ein wassergekühlter 6-Zylinder-Maybach NL 38 Tr mit 100 PS bei 3000/min. Das Getriebe war ein ZF F. G. 31 mit fünf Vorwärtsgängen und einem Rückwärtsgang. Mit dem Maybach-Motor erreichte der Befehlspanzer eine Höchstgeschwindigkeit von 40 km/h auf der Straße, die Reichweite betrug 170 km. Im Gelände konnte er bis zu 15 km/h erreichen und fuhr bis zu 115 km weit. Neigungen von bis zu 30° waren mit dem kleinen Befehlswagen ohne Schwierigkeiten zu bewältigen. Ebenso überwand der Panzer Gräben von 1,40 m Länge und Stufen bis 37 cm Höhe.
Die Funkausrüstung bestand aus einem 20-Watt-Sender c (kurz: 20W. S. c / 24b-123 / LS20/123) mit einer Reichweite von vier bis sechs Kilometern und zwei UKW-Empfängern. Diese zwei Empfänger wurden ab Anfang 1939 gegen einen UKW-Empfänger e „Emil“ (kurz: Ukw. E. e – TE/325 – E443Bs) von Telefunken ausgetauscht. Beide, der Sender c und der Empfänger e bekamen die Bezeichnung als Gerätesatz Fu 6 SE 20 U (kurz: Fu 6), was ausgesprochen Funkgerätsatz 6, Sender-Empfänger, 20-Watt, UKW bedeutet. Ebenfalls charakteristisch war die zwei Meter lange Stabantenne mit einer dazugehörigen Antennenschutzrinne auf der rechten Seite des Fahrzeugs. Dort konnte die Antenne heruntergeklappt sicher verankert werden. Vereinzelt gab es bei den verschiedenen Varianten weitere Antennenformen wie auch verschiedene Ausführungen der Rahmenantenne.
Der Zugang zum Kampf- und Funkraum erfolgte durch eine zweiflügelige Tür an der linken Seite des Fahrzeugs. Auf der rechten Seite befand sich eine kleine, kugelförmige Luke, um unter Panzerschutz Meldungen zu bekommen oder ausgeben zu können. Die Sichtfenster bestanden aus neun Zentimeter dickem Panzerglas. Um diese Sichtfenster an der später geschaffenen Kommandantenkuppel gegen Sonne und Regen abzuschirmen, wurden kleine „Dächer“ rund um die Kuppel geschaffen.
Für die Nahverteidigung wurde im neuen Aufbau auf der rechten oberen Seite ein einzelnes, in einer Kugelblende liegendes Maschinengewehr 34 installiert, das der Funker bediente. Für das MG 34 wurden 900 Schuss mitgeführt (zwölf Magazine mit je 75 Schuss). Um damit zielen zu können, gab es ein Fadenkreuz K. Z. F. 1. In der Praxis wurde das MG oft entfernt, um mehr Platz im Innenraum zu schaffen. Die Panzerung betrug 13 mm wie bei den normalen Ausführungen des Panzerkampfwagen I. Der neue Aufbau bekam eine Rundumpanzerung von 14 mm.
Wie der Panzerkampfwagen I Ausführung B konnte der kleine Panzerbefehlswagen Steigungen bis zu 30° und Gräben bis 1,40 m überwinden. Der Panzer hatte eine Bodenfreiheit von 30 cm und eine Watfähigkeit bis zu einer Tiefe von 60 cm.

## Einsatz
Zwischen 1935 und 1940 war der kleine Panzerbefehlswagen I der Standard-Führungspanzer in den Panzerdivisionen. Beim Stab eines Panzerregiments waren drei Fahrzeuge, beim Stab einer Panzerabteilung waren zwei Fahrzeuge und in den Panzerkompanien war ein Fahrzeug vorgesehen. Ab 1940 gab es den kleinen Panzerbefehlswagen I allerdings nur noch auf Kompanieebene. Einige Fahrzeuge gingen schon 1940 teilweise in den Bestand der Nachrichtenabteilungen und Beobachtungsbatterien der Artillerieregimenter der Panzerdivisionen über.
Die ersten vier gebauten Modelle hatten ihre Bewährungsprobe während des Spanischen Bürgerkrieges von Sommer 1936 bis Ende 1937.
Zum offiziellen Kampfeinsatz kam der kleine Panzerbefehlswagen I während des Polenfeldzuges 1939. Hier zeigte sich allerdings sehr schnell, dass das kleine und enge Fahrzeug den damaligen Bedürfnissen nicht mehr entsprach, sodass viele der Panzerbefehlswagen zu Sanitätspanzern umgebaut wurden.
Zu Beginn des Einmarsches in die Niederlande und Frankreich waren von den 184 produzierten Fahrzeugen noch 96 als Befehlswagen im Einsatz.
Auch in Nordafrika kam der kleine Panzerbefehlswagen zum Einsatz. Hier wurde ein spezielles Filtersystem angebracht, um den Sand vom Motor fernzuhalten.
Der letzte aktive Feldzug für den Panzerbefehlswagen begann 1941 mit der Operation Barbarossa, dem Einmarsch in die Sowjetunion. Da das Fahrzeug mit dem Fortschritt der Panzertechnik nicht mehr mithalten konnte, wurden die letzten verbliebenen Fahrzeuge bis Anfang 1942 aus dem aktiven Dienst der Panzerdivisionen genommen und zu Ausbildungszwecken genutzt. Einige bereits ausgemusterte Befehlswagen wurden auch als Munitionsschlepper oder Krankenkraftwagen weiterverwendet. In dringenden Notfällen konnte der Krankenkraftwagen als Transporter genutzt werden, doch die Hauptaufgabe lag im Retten von Verwundeten aus Frontnähe. Dazu wurde medizinisches Gerät eingebaut und statt des Funkers war ein Arzt mit an Bord.

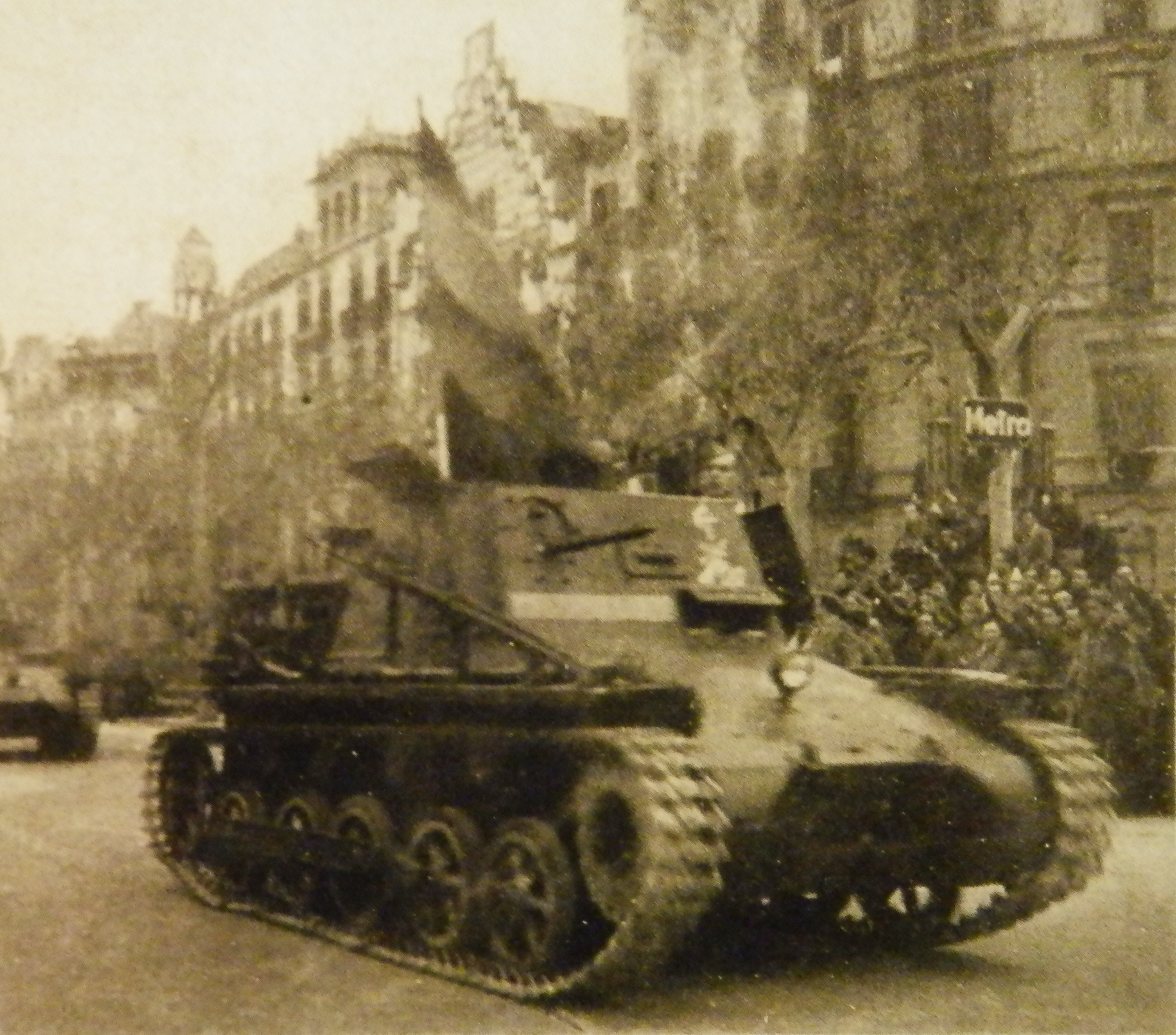
kl. Pz.Bef.Wg. I (1. Serie) der Legion Condor nach der Eroberung von Barcelona
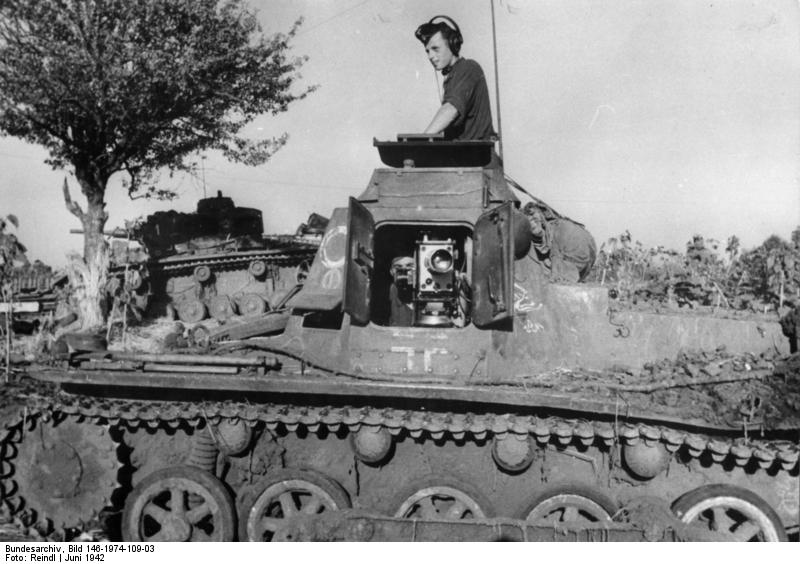
kl. Pz.Bef.Wg. I (2. Serie) aus dem mit einer Kamera gefilmt wird (Juni 1942)
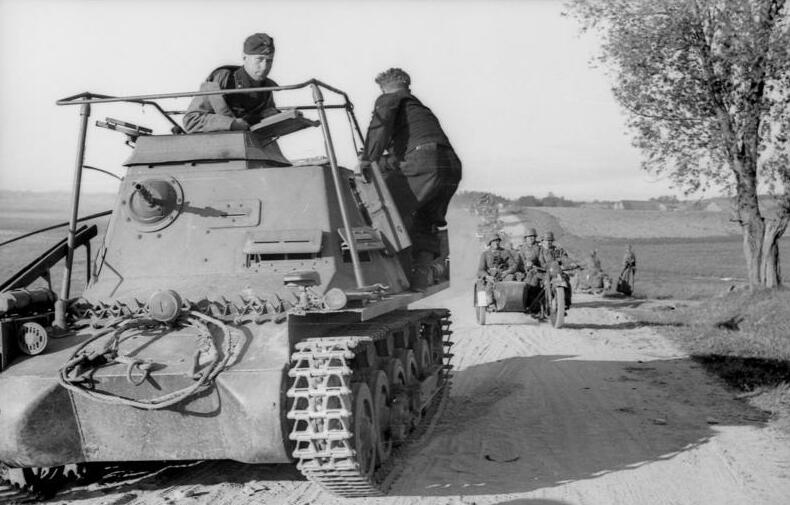
kl. Pz.Bef.Wg. I I (Sd.Kfz.265) (3. Serie) mit Rahmenantenne in Russland
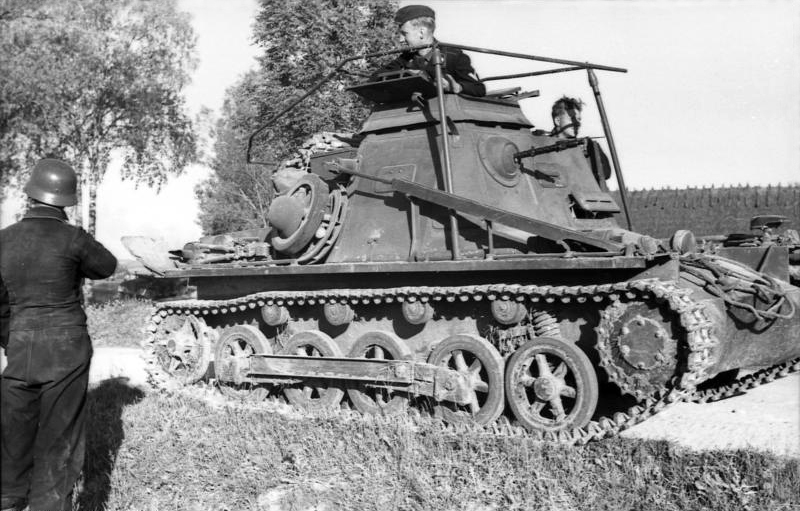
kl. Pz.Bef.Wg. I I (Sd.Kfz.265) (3. Serie) mit Rahmenantenne in Russland

## Varianten
Im Laufe der Zeit wurden die Ausführungen des kleinen Panzerbefehlswagen (Sd.Kfz.265) (kl.Pz.Bef.Wg.) weiter aufgerüstet, zum Beispiel:
- kl.Pz.Bef.Wg. (Sd.Kfz.265) (1. Serie) – Diese Variante hatte den kastenförmigen Aufbau und das MG 34, aber keinen Kommandantenaufbau, was die Rundumsicht unter Panzerschutz stark einschränkte[6]
- kl.Pz.Bef.Wg. (Sd.Kfz.265) (1. Serie) mit Rahmenantenne – Um die Funkreichweite zu erhöhen, wurde in einem Feldumbau um das Fahrzeug herum eine Rahmenantenne angebracht.
- kl.Pz.Bef.Wg. (Sd.Kfz.265) (2. Serie) – Diese Variante hatte den kastenförmigen Aufbau und das MG 34 und zusätzlich noch eine leicht erhöhte Kuppel für den Kommandanten. Durch diese war es ihm möglich, das Gefechtsfeld geschützt zu überblicken.
- kl.Pz.Bef.Wg. (Sd.Kfz.265) (2. Serie) mit Rahmenantenne – Wie bei der frühen Variante wurde hier eine Rahmenantenne angebracht, um die Reichweite zu erhöhen und die Störanfälligkeiten zu verringern.
- kl.Pz.Bef.Wg. (Sd.Kfz.265) (3. Serie) – Diese Variante hatte den kastenförmigen Aufbau und das MG 34 und eine nochmals erhöhte Kommandantenkuppel, welche das Sichtfeld noch einmal steigerte. Zusätzlich gab es an der Rückseite eine gepanzerte Kiste, in der die Funkausrüstung untergebracht wurde. Dadurch konnte im Innenraum Platz geschaffen werden.
- kl.Pz.Bef.Wg. (Sd.Kfz.265) (3. Serie) mit Rahmenantenne – Wie bei den beiden Vorgängervarianten wurde hier eine Rahmenantenne angebracht, um die Reichweite zu erhöhen und die Störanfälligkeiten zu verringern.
- kl.Pz.Bef.Wg. (Sd.Kfz.265) (3. Serie) mit Zusatzpanzerung – Bereits im Polenfeldzug fiel die Anfälligkeit gegen feindlichen Beschuss auf. Um die Panzerung zu erhöhen, wurde an der Frontseite des Aufbaus sowie an der Frontseite des Fahrgestells eine 15 mm dicke Zusatzpanzerung angebracht. Sie erhöhte die Panzerung an der Front auf 30 mm, allerdings stieg auch das Gewicht des Panzers.
- kl.Pz.Bef.Wg. (Sd.Kfz.265) (3. Serie), Tropen – Da der Befehlswagen auch in Afrika zum Einsatz kam, mussten hier spezielle Filter auf dem Motordeck angebracht werden, um dem feinen Wüstensand so weit wie möglich vom Motor fernzuhalten.

### Funkleitpanzer kl.Pz.Bef.Wg. (Sd.Kfz.265)

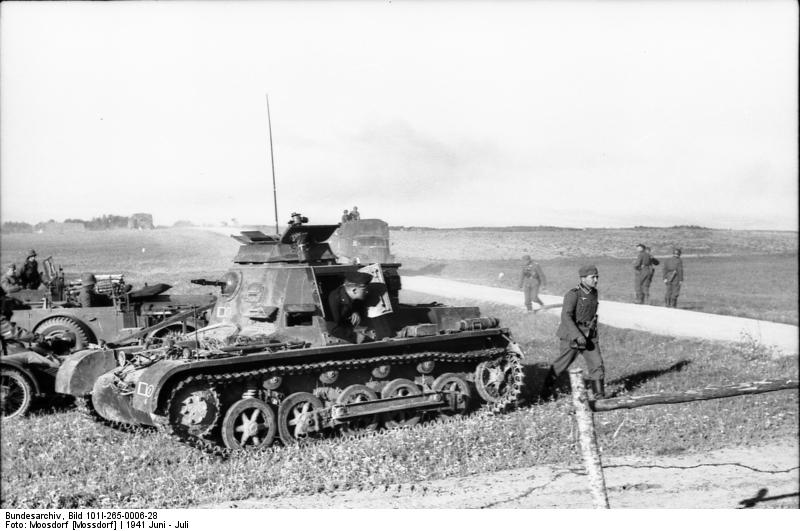
Fahrzeug der Minenräum-Abteilung 1 auf einem russischen Feld (Juni/Juli 1941). Man erkennt das Periskop im linken Lukendeckel

In Vorbereitung auf den Angriff auf die französische Maginot-Linie, hatte sich die Wehrmacht mit technischen Lösungen zum Räumen von Minenfeldern und der Zerstörung von Bunkern beschäftigt. Für den Einsatz von ferngelenkten Fahrzeugen wurde die Minenräum-Kompanie Glienecke aufgestellt. Diese verfügte über Sd.Kfz. 300 Minenräumer, die vom Unternehmen Borgward entwickelt worden waren.
Per 1. Dezember 1940 wurde in Weißenburg im Elsaß aus der Minenräum-Kompanie die Minenräum-Abteilung 1 mit zweiundzwanzig kl. Pz.Bef.Wg. I, elf pro Kompanie nach Kriegsstärkenachweis 1159, als Führungsfahrzeugen für die ferngelenkten Sd.Kfz. 300, aufgestellt.
Der Verband wurde am 18. Juni 1941 nach Ostpreußen verlegt und war beim Angriff auf die Sowjetunion im Raum Grodno dem XXXIX. Armee-Korps (mot.) unterstellt. Eine Kompanie wurde zur Unterstützung eines Infanterie-Verband zur Eroberung von Grodno und die zweite Kompanie zur Unterstützung gepanzerter Truppen in Richtung Wilna (Vilnius) eingesetzt. Am 5. Juli 1941 führten Funkleitpanzer den Einsatz amphibischer Minenräumpanzer "Ente" über den Fluss Düna bei Beschankowitschi im Vorstoß auf Witebsk. Schon am 8. Juli wurde die Abteilung herausgezogen und für die Rückverlegung nach Wunsdorf über Wilna zum Bahnhof von Treuburg geschickt. Wobei fünf der Funkleitpanzer zurückblieben und dem Stab der Panzergruppe 3 unterstellt wurden.
Als Funkleitpanzer erhielten die Sd.Kfz. 265 hinter dem Panzeraufbau eine in gepanzerten Kästen montierte Kommandosenderanlage zur Steuerung der ferngelenkten Fahrzeuge, sowie eine zusätzliche Antenne. Um die ferngelenkten Fahrzeuge aus dem Inneren des Fahrzeugs besser im Blick zu haben, wurde im linken Kommandantenlukendeckel ein bewegliches Periskop eingebaut, das auch beim Panzerkampfwagen 38(t) verwendet wurde.

## Museale Rezeption

### Tank Museum Bovington
Die einzige Sammlung, in der nach heutigem Kenntnisstand noch ein kl. Pz.Bef.Wg. im Original vorhanden ist, ist die des Tank Museum Bovington.

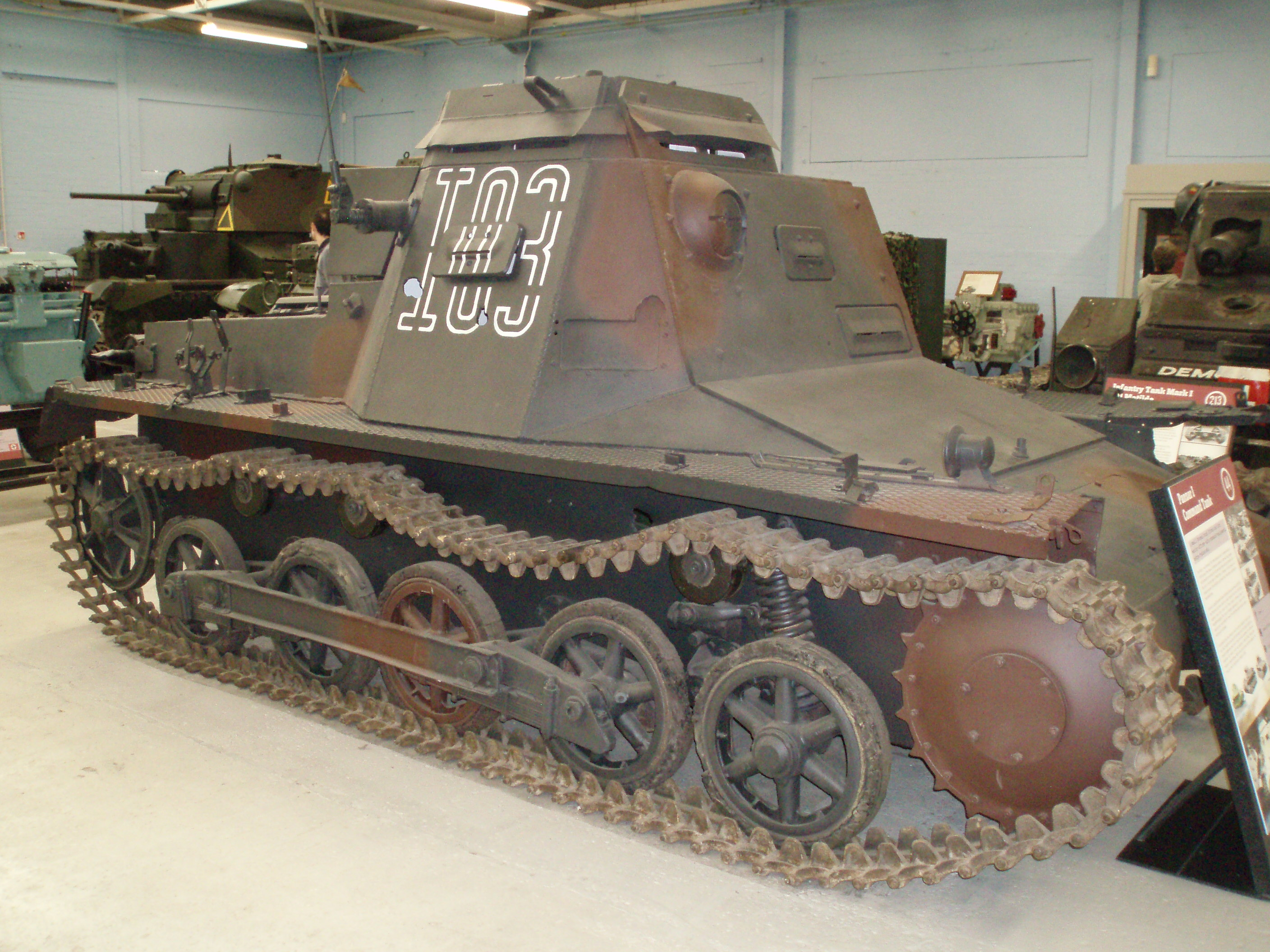
Aktuell im Panzermuseum Bovington

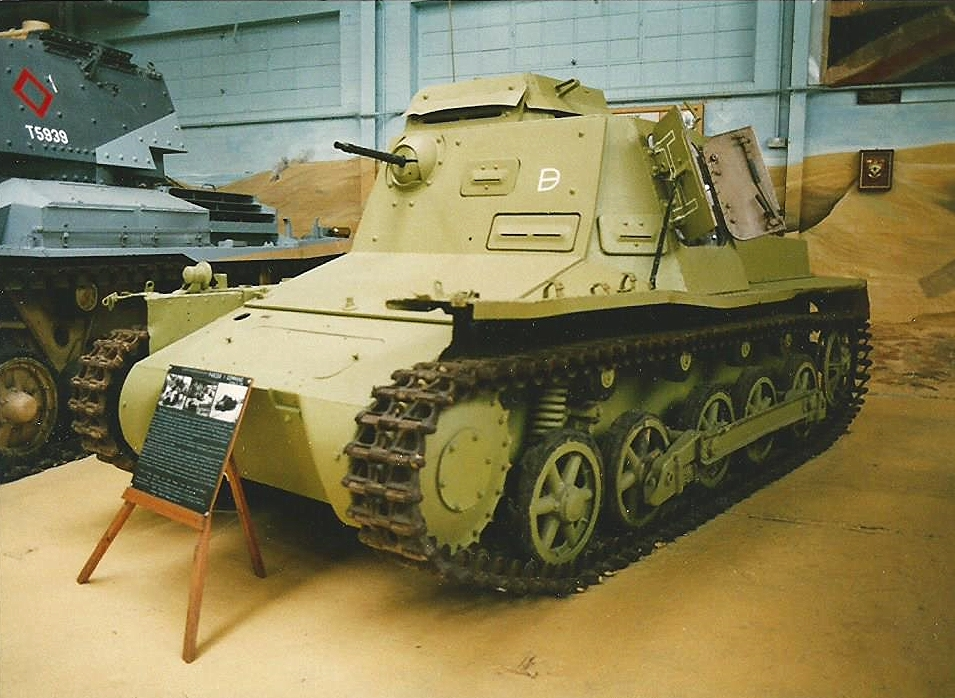
Bis 2005

#### Geschichte
Das Fahrzeug war wohl mit der 3. Panzer-Division 1940 beim Westfeldzug gegen Frankreich im Einsatz. Als Führungsfahrzeug des im Januar 1941 für die Aufstellung der 5. leichte Division abgegebenen Panzer-Regiment 5 kam es im März 1941 mit diesem Verband im Hafen von Tripolis in Libyen an. Durch Aufstellung der 21. Panzer-Division durch Umgliederung und Verstärkung der 5. leichten Division im August 1941 wurde es zu einem Fahrzeug dieser Division.
Ende 1941 fiel es im Rahmen der britischen Entsatzangriffs zur Befreiung des belagerten Tobruks, Operation Crusader, in die Hände der britischen Streitkräfte und wurde über den Seeweg zur zentralen britischen Panzertruppenschule, der Armoured Fighting Vehicles School, in Bovington gebracht. Dort wurde das Fahrzeug eingehend untersucht und getestet.

#### Präsentation
Ausgestellt ist das Fahrzeug mit der Kennung I03, die für ein Stabsfahrzeug der I. Abteilung steht. Die heutige Präsentation erfolgt in einer Lackierung in Panzergrau RAL 7021 (Dunkelgrau RAL 46) mit wolkig aufgetragenen Signalbraun RAL 8002 der Jahre 1935 bis 1939. Entsprechend der Heeresmitteilung Nr. 864 war für das Fahrzeug ab 30. Juni 1940 eine einheitliche Lackierung in Panzergrau vorgesehen. Nicht authentisch ist in diesem Zusammenhang nunmehr, dass dieses Fahrzeug einen Rüststand (Tropen) aufweist, der erst bei den ab Februar 1941 nach Nordafrika entsendeten Truppenteilen zum Einsatz kam.
Bis ins Jahr 2005 war es noch in den Farben des nordafrikanischen Kriegsschauplatzes ausgestellt. Hierbei wäre die ab 17. März 1941 geltende Heeresmitteilung Nr. 281 zum Afrika-Verzerrungsanstrich für die Farbgebung des Fahrzeugs maßgeblich gewesen. Dabei war ein Grundanstrich mit RAL 8000 Gelbbraun und eine wolkige Tarnung mit RAL 7008 Graugrün vorgesehen. Diese wurde aber oft nicht vorschriftsgemäß umgesetzt.